# 8e Brigade d'infanterie canadienne

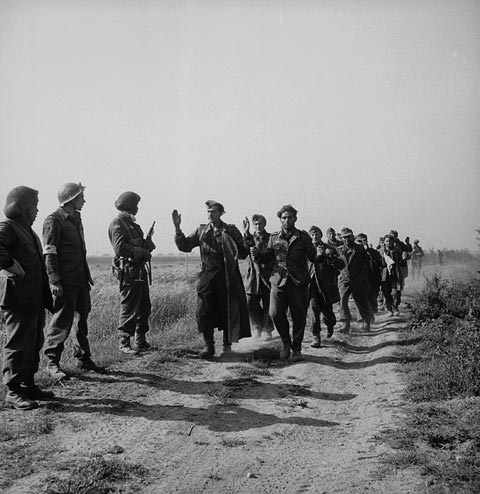
Membres de la Luftwaffe faits prisonniers par la 8e Brigade d'infanterie canadienne durant une attaque contre une usine à Ranville.

La 8e Brigade d'infanterie canadienne était une formation d'infanterie de la 3e Division d'infanterie canadienne pendant la Seconde Guerre mondiale entre 1940 et 1945.

## Historique
Après une formation en Grande-Bretagne, la 8e Brigade fait partie des forces d'assaut pour le Jour J, à Juno Beach. Elle prend position dans la région de Courseulles-sur-Mer, Bernières-sur-Mer et de Saint-Aubin-sur-Mer. Sa tâche consiste à nettoyer la plage et à établir une de tête de pont en Normandie. Bien que la 8e brigade atteint ses objectifs au soir du 6 juin 1944, les Allemands livrent une forte résistance pendant une dizaine de jours.
Après la bataille de Normandie, elle participera à la Bataille de l’Escaut en octobre et novembre 1944 au nord de la Belgique.

## Ordre de bataille
- The Queen's Own Rifles of Canada
- Régiment de la Chaudière (originaire du Québec)
- The North Shore (New Brunswick) Regiment